# Joe Bonamassa

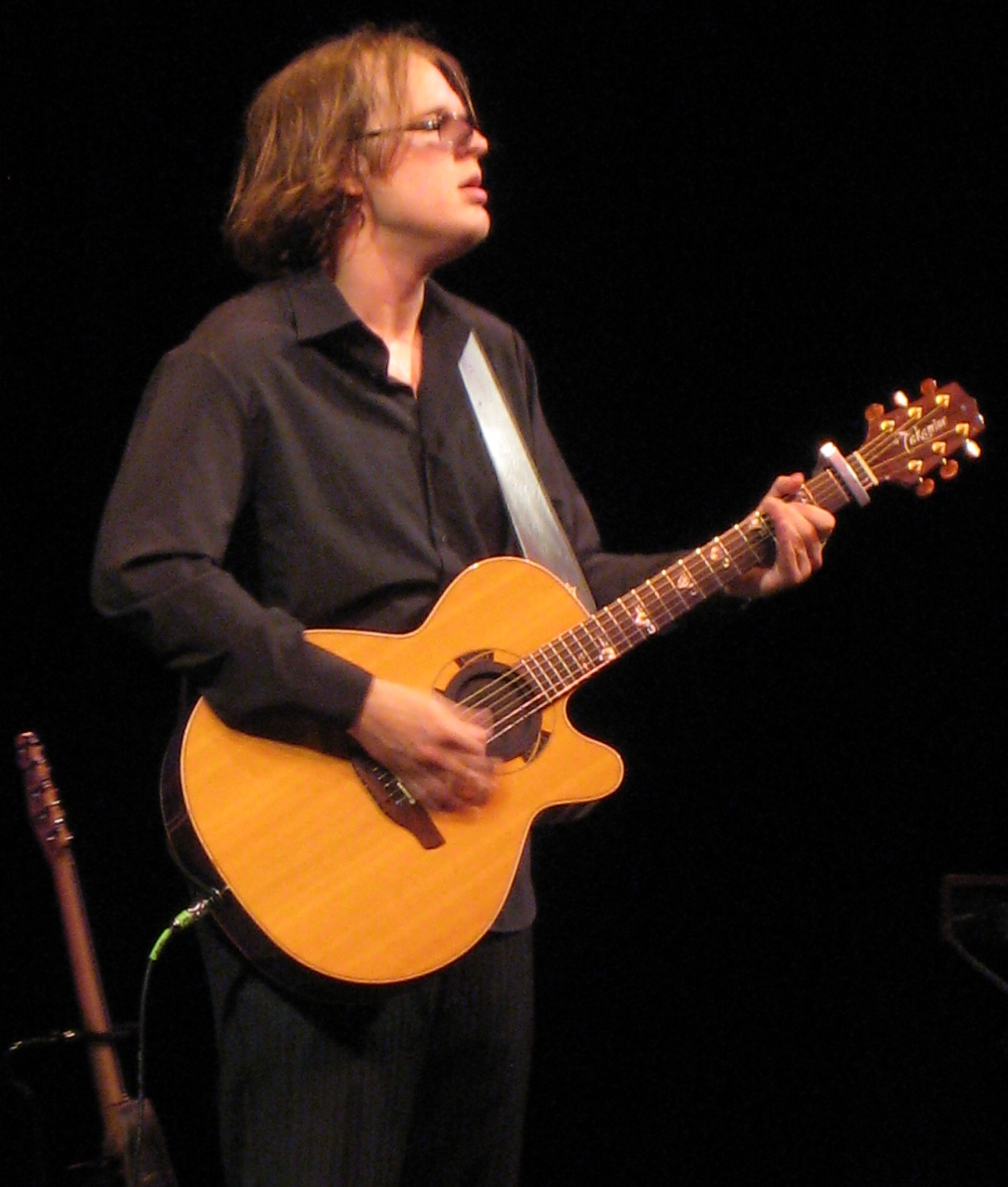
Joe Bonamassa

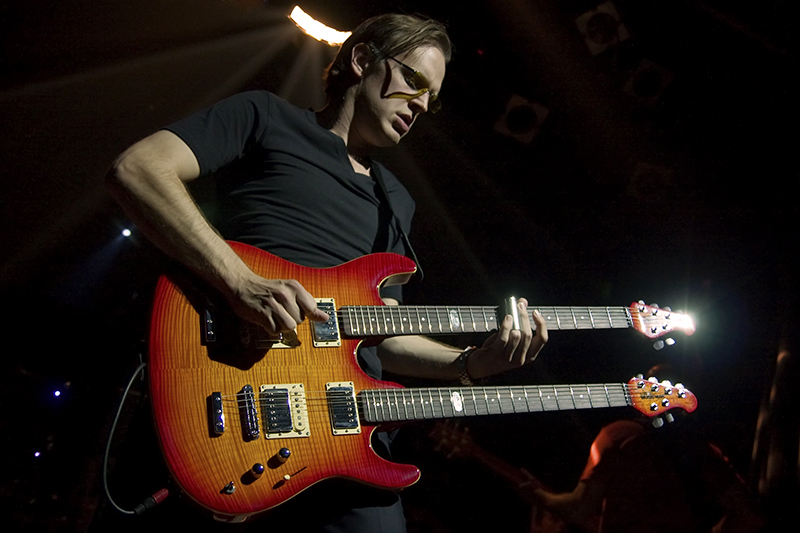

Joe Bonamassa (New Hartford, Nueva York, 8 de mayo de 1977) es un guitarrista y cantante de blues y rock estadounidense.

## Biografía
Joe Bonamassa comenzó tocando la guitarra a la edad de 4 años y con siete ya tocaba blues como un veterano. Según Bonamassa: "mi padre fue, además de guitarrista, comerciante de guitarras, así que las guitarras estaban siempre alrededor de la casa como parte de mi vida. Estaban por ahí como sillas o mesas, así que cada día las sentía como algo cotidiano en mi vida."
A los diez años, Joe comenzó a dar conciertos a nivel local y a los doce, se convirtió en el telonero de B.B. King. La leyenda del blues declaró después de escuchar a Joe tocar; "El potencial de este chico es increíble". Después de esto Joe comenzó a ser conocido en el mundo del blues, llegando a tocar con gente de la talla de Buddy Guy, Danny Gatton, Robert Cray o Stephen Stills.
Todavía en su etapa de adolescente, Joe conoció a Berry Oakley Jr y juntos formaron una banda que se llamó Bloodline. En 1994 grabaron para EMI Records su homónimo álbum debut que contó con dos canciones propicias para las listas de éxitos "Stone Cold Hearted" y "Dixie Peach", temas que mezclaban Blues, Boogie, Funk y el Southern Roadhouse Rock. Tras este inicial éxito, Bloodline desapareció. Joe sentía la necesidad de hacer algo más que tocar la guitarra, así que comenzó a mejorar sus dotes como cantante.
En el año 2000, Joe acabó de trabajar en su debut como artista en solitario, "A New Day Yesterday", donde despliega todo su potencial vocal y cuyas aptitudes no pasan desapercibidas para artistas como Gregg Allman, Rick Derringer o Leslie West. El productor del álbum fue el legendario Tom Dowd, el cual, durante más de los 25 años de carrera que llevaba en ese momento dentro del mundo de la música, había formado parte de trabajos de artistas tan importantes como Aretha Franklin, Ray Charles, Eric Clapton, Rod Stewart, John Coltrane y Ornette Coleman entre otros. Dowd rápidamente se convirtió en fan y amigo de Joe.
Las memorables melodías y potente trabajo de guitarra de "A New Day Yesterday" trajo a la mente el blues clásico basado en bandas como Cream, Lynyrd Skynyrd, The Jeff Beck Group o The Allman Brothers Band. El CD incluye temas tan originales como "Miss You, Hate You", "Cradle Rock" cover de Rory Gallagher y una poderosa versión del tema "A New Day Yesterday", hecho famoso en 1969 por los mismísimos Jethro Tull. Una vez que regresó de la carretera en el 2002, Bonamassa unió fuerzas con Clif Magness (Avril Lavigne) para grabar el musculoso y radical disco de estudio "It´s Like That" con un hit que copó en varias ocasiones el número #1 en los Billboard Blues Charts, gracias a la inspiración de blues y mezcla de pop, en cuanto a la producción del disco. Esto ayudó enormemente a Bonamassa a la hora de contar con una impresionante legión de fanes.
Para celebrar el 2003 "Year of the Blues" Bonamassa publicó "Blues Deluxe" que contenía nueve versiones de blues clásico junto a tres originales. Esto se debió a que durante años, los fanes le pidieron a Joe un álbum de blues clásico, así que cuando acabó la gira, este se metió en estudio junto a Gary Tole (David Bowie, Jimmy Vaughan, Bon Jovi) y grabó varias de sus canciones favoritas de todos los tiempos. El resultado fue que su discográfica decidió acabar el disco y lanzarlo como "Blues Deluxe".
A estas alturas, Joe comenzó a involucrarse en un programa denominado "Blues in the Schools", un proyecto orientado a perpetuar el magnífico legado de este estilo musical y poder hacérselo llegar a las nuevas generaciones de fanes. Mediante la lectura, los jóvenes estudiantes se veían envueltos en un viaje que muestra la evolución de la música blues, desde el cumpleaños entre los trabajadores del Delta durante los últimos 1800, hasta el día actual. Las lecturas iban acompañadas de una actuación del propio Bonamassa.
El siguiente CD de Bonamassa "Had To Cry Today" continúa donde quedó "Blues Deluxe". Mezclando blues original y clásico, el CD incorporaba influencias de Chicago, Delta y blues británico, creando un estilo único.
Desde la música de los 40´o 50´de B.B. King, Muddy Waters y Buddy Guy, hasta la invasión británica de los Yardbirds, Clapton o Cream, "Had To Cry", muestra todas las caras de la música de antes, con grandes influencias modernas.
En el verano del 2005, Bonamassa fue personalmente requerido por B.B. King para abrir el Tour de celebración de su 80 cumpleaños. Unos meses después (enero de 2006), Bonamassa en reconocimiento a sus esfuerzos por la promoción de la música blues en Norteamérica y Europa, así como sus esfuerzos por llevar el blues a las escuelas, fue nominado como el miembro más joven de The Blues Foundation.
Uno de sus últimos CD, "You and Me", puesto a la venta el 27 de marzo de 2006, muestra la colaboración de este artista con el productor Kevin Shirley (Led Zeppelin, The Black Crowes, Aerosmith, Joe Satriani). El productor sudafricano Shirley comentaba; "Cuando comencé a trabajar con Joe, enseguida me di cuenta de que tenía un increíble talento, pero también sabía que debía hacer algo diferente para que lo que estábamos creando no fuera un simple álbum de blues. Hay infinidad de grandísimos artistas de blues que en el fondo solo son copias de los clásicos de siempre. Yo quise dotar al blues de Joe, un poco de Rock y busqué en su interior para sacar toda su versatilidad a la guitarra y sus habilidades vocales".
Al final, el resultado fue una poderosa fusión del "Big rock sound" y swampy blues, además de apreciarse las influencias de maestros como Peter Green, Jeff Beck, Eric Clapton y John Lee Hooker. Bonamassa entrega todo el excitante poder y electrizantes apariciones en directo mezclado con la esencia de su música y manejándose desde la suavidad, hasta la dureza, desde la electricidad, hasta la suavidad más clarividente, convirtiéndose en un artista increíble a fecha de hoy, mientras continúa ampliado su colección de guitarras vintage que Bonamassa tiene en su casa de Los Ángeles.

## Discografía
Solista
- A New Day Yesterday (2000)
- So, It's Like That (2002)
- Blues Deluxe (2003)
- Had to Cry Today (2004)
- You & Me (2006)
- Sloe Gin (2007)
- The Ballad of John Henry (2009)
- Black Rock (2010)
- Dust Bowl (2011)
- Driving Towards the Daylight (2012)
- Different Shades of Blue (2014)
- Blues of Desperation (2016)
- Redemption (2018)
- Royal Tea (2020)
- Time Clocks (2021)
- Blues Deluxe Vol. 2 (2023)
- Breakthrough (2025)

con Black Country Communion
- 2010 - Black Country
- 2011 - 2
- 2012 - Afterglow
- 2017 - BCCIV
- 2024 - V

Colaboraciones
- 2012 - "Re-Machined: A Tribute to Deep Purple's Machine Head". Participa junto a Jimmy Barnes y Brad Whitford en la interpretación de "Lazy".
- 2013 - Rock Candy Funk Party - We Want To Groove. Colaboración entre varios músicos como Tal Bergman, Ron Dejesus, Mike Merrit, y Renato Neto.